# Levure
Cet article concerne le champignon unicellulaire. Pour la poudre à lever, voir levure chimique.
Taxons concernés
Pour la plupart :
- règne des Fungi
  - division des Ascomycota
    - sous division des Saccharomycotinamodifier

Une levure est un champignon unicellulaire apte à provoquer la fermentation des matières organiques animales ou végétales. Les levures sont employées pour la fabrication du vin, de la bière, des alcools industriels, des pâtes levées, des antibiotiques et d'exhausteurs de goût (les extraits de levure peuvent servir comme agents de sapidité).
Le terme « levure » sans spécification peut avoir un emploi générique ou spécifique, pour les deux définitions données, l'une au singulier et l'autre au pluriel, toutes les deux renvoyant à une classe large d'espèces que la définition spécifie. Le terme de « levure » peut aussi désigner selon son contexte, une espèce particulière, généralement par abréviation (ou ellipse du spécificatif) de « levure de bière », ou de « levure de boulanger », ou de « levure haute » (ou basse) (soit Saccharomyces cerevisiae). Le terme désigne également, par analogie, le mélange chimique utilisé en cuisine pour faire gonfler la pâte, dite « levure chimique ».
La dénomination « levure » découle de l'observation des fermentations et tout particulièrement de celle qui a lieu durant la fabrication du pain : selon l'expression familière, le pain lève. Ce n'est pas, à proprement parler, une dénomination scientifique actuelle. L'importance des levures dans le domaine des fermentations conduit à conserver ce terme générique, correctement perçu.

## Histoire
Si les Sumériens et les Égyptiens utilisaient déjà la levure pour faire lever leur pain, il a fallu attendre 1857 pour que Louis Pasteur prouve et explique dans Mémoire sur la fermentation alcoolique que les levures sont des organismes vivants (effet Pasteur).

## Types de levures
Le terme courant de levure désigne généralement le genre Saccharomyces (levure de bière ou levure de boulanger). Il existe beaucoup d'autres genres de levures ; parmi les plus connues, le genre Candida possède un pouvoir pathogène chez l'homme, responsable des mycoses de type candidoses.
La plupart s’apparentent aux Ascomycètes (type truffe, pézize), quelques-unes à l’autre grand groupe de champignons supérieurs, les Basidiomycètes (type amanites, bolets) et d’autres enfin sont des formes imparfaites non rattachables clairement à un groupe défini.
Ces micro-organismes, de forme variable selon l’espèce (sphérique, ovoïde ou elliptique, en bouteille, triangulaire ou apiculée (renflée à chaque bout comme un citron), généralement ovales, d'environ 6 à 10 microns (la levure de raisin mesure environ 2 à 9 µm) et jusqu’à 50 microns, se multiplient par bourgeonnement ou par scission (scissiparité). Ils sont souvent capables d'accomplir une sporulation soit dans un but de dormance en milieu défavorable, soit dans un but de dispersion.

## Modes de multiplication
Pour la plupart des levures, la multiplication asexuée (mitotique) est la forme majeure de multiplication. Il existe deux types de division mitotique chez les levures : par bourgeonnement (cas des Saccharomyces), ou par scission (cas des Schizosaccharomyces).
Toutefois dans certaines circonstances de milieu, une reproduction sexuée peut avoir lieu, ce qui permet une classification :
- les ascomycètes (Saccharomyces, Kluyveromyces, Pichia, Hansenula) se reproduisent par un processus sexué dans un asque résultant de la transformation d'une cellule après méiose ;
- les basidiomycètes (Sporobolomyces) réalisent une reproduction sexuée avec formation de basidiospores sur une baside ;
- les deutéromycètes regroupent l'ensemble des levures ne présentant pas de mode connu de reproduction sexuée.

## Caractéristiques et cycle de reproduction

### Caractéristiques structurelles
Les levures sont des micro-organismes eucaryotes, ainsi possèdent-elles les caractéristiques structurelles propres à ce type cellulaire et d'autres plus spécifiques aux levures elles-mêmes :

#### Caractéristiques constantes

Structure de cellule de levure.

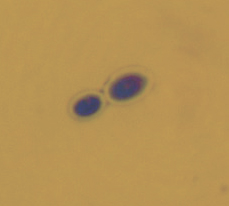
Aspect de levures à la coloration de Gram, on peut visualiser les parois (translucides) qui entourent les cellules.

Une paroi cellulaire entourant la membrane plasmique et protégeant la levure des agressions physico-chimiques du milieu extérieur. Elle est constituée d'une couche externe de mannoprotéines, associés à des glucanes et une couche interne de glucanes associés à une petite quantité de chitine.
Une membrane cytoplasmique composée principalement de phospholipides double couche (pôle hydrophile à l'extérieur de la membrane, donc vers l'extérieur et l'intérieur de la cellule, et pôle lipophile à l'intérieur, donc face à l'autre couche de phospholipides). Elle contient aussi de nombreux complexes protéiques intrinsèques et extrinsèques dont les rôles sont variés, par exemple des enzymes appelées protéases mènent les transports de substances du milieu extérieur vers le milieu intracellulaire et/ou inversement avec ou non transformation du substrat durant le passage.
Un noyau contenant l'information génétique du génome chromosomique de la levure. (voir le chapitre sur les caractéristiques génétiques pour en savoir plus)
Des mitochondries qui jouent un rôle important dans la respiration aérobie de la levure et la production d'ATP.

#### Caractéristiques variables
Une ou plusieurs vacuoles, organites à l'aspect homogène, qui servent d'espaces de stockage pour diverses substances.

### Caractéristiquesgénétiques
Les levures sont des organismes eucaryotes et possèdent un noyau avec des chromosomes linéaires. Chez les Saccharomyces, les chromosomes sont au nombre de 16 simples ou 16 paires selon la forme haploïde ou diploïde de la cellule. Il existe des gènes de structure à information continue comme chez les bactéries, et des gènes à information discontinue (introns et exons) comme chez les organismes supérieurs. Par ailleurs, les gènes de régulation sont spécifiques des levures.
À côté des chromosomes, il existe dans le noyau des petites molécules d'ADN circulaire d'environ 6 000 paires de bases, les plasmides, présents entre 50 et 100 exemplaires par cellule. Ces plasmides sont autoréplicables et autotransférables sans affecter la viabilité de la cellule. Ils portent l'information génétique de quelques caractères non essentiels à la viabilité de la levure. Ils ont un rôle considérable dans toutes les opérations de génie génétique.
Chaque mitochondrie renferme plusieurs molécules circulaires d'ADN mitochondrial qui portent l'information de certaines enzymes de la chaîne respiratoire.
Certaines souches de Saccharomyces renferment dans leur cytoplasme deux virus à ARN. Le matériel génétique du « petit virus » code une toxine exocellulaire capable de tuer d'autres levures et une protéine de résistance à cette même toxine pour empêcher les levures « tueuses » de se tuer entre elles. Le « grand virus » est nécessaire à la multiplication et au maintien du « petit virus » dans le cytoplasme. Les gènes codant d'autres toxines produites par des « levures tueuses » sont directement inclus dans l'ADN chromosomique.

## Levures transgéniques
Les levures font partie des premiers organismes à avoir été génétiquement modifiés. La FAO les considère comme substantiellement équivalents (ce concept d'équivalence en substance est encore discuté) à une levure naturelle, et donc « aussi sûrs que le produit traditionnel » et ne nécessitant « donc pas d'autres considérations de sécurité sanitaire que celles appliquées à l'aliment existant ». En 1998, une levure génétiquement modifiée avec des gènes de la même souche était déjà utilisée en Grande-Bretagne pour la panification. Hansenula polymorpha est une des levures naturelles du cidre, naturellement présente dans les pommes. Des souches génétiquement modifiées produisent des phytases, un vaccin anti-hépatite B, des anticoagulants saratine ou hirudine ou d’autres protéines/enzymes.
Une publication de 2019 a annoncé qu'une levure génétiquement modifiée produisait des cannabinoïdes médicinaux dont certains ont des propriétés psychotropes semblables à ceux trouvés dans le cannabis.

## Métabolisme et conditions de croissance

### Processus énergétiques
Les deux principaux processus énergétiques connus chez les hétérotrophes sont la respiration et les fermentations. Pour leur développement ces levures ont besoin :
- de composés carbonés source de carbone et d'énergie ;
- de composés azotés réduits sous forme d'ammonium ; quelques levures peuvent cependant utiliser des composés oxydés (comme les nitrates) ou organiques pour la biosynthèse des protéines et d'acides nucléiques ;
- d'éléments minéraux variés, vitamines et facteurs de croissance qui varient selon les levures.

Toutes les levures sont capables de dégrader le glucose, le fructose et le mannose en présence d'oxygène, par un métabolisme oxydatif, conduisant à la formation de CO2 et H2O.
Respiration aérobie
C6H12O6 (glucose) + 6 O2 → 6 CO2 + 6 H2O + ATP (Adénosine Tri-Phosphate)
Cette voie métabolique est très énergétique et permet aux cellules de subir une multiplication avec un rendement cellulaire élevé (le rendement étant défini par le quotient de la quantité de cellules fabriquées par le substrat sucré consommé) . En plus des sucres simples, certaines levures peuvent utiliser d'autres glucides (mono, di ou trisaccharides, voire des polysaccharides comme l'amidon) mais aussi des alcools, des acides ou des alcanes. D'une manière plus générale, elles ont une capacité hydrolytique bien moindre que les moisissures.
En plus du métabolisme oxydatif, certaines levures peuvent privilégier une dégradation des glucides par un métabolisme fermentatif qui conduit à la formation d'éthanol et de CO2 suivant la réaction :
Fermentation alcoolique
C6H12O6 (glucose) → 2 CO2 + 2 CH3CH2OH (éthanol) + ATP (Adénosine Tri-Phosphate)
En plus de ces composés majoritaires, des alcools supérieurs, des aldéhydes, des esters, des acides… sont formés en plus petites quantités et participent qualitativement de façon importante et complexe à la formation des flaveurs des boissons fermentées. Ce métabolisme est moins énergétique que le métabolisme oxydatif, et le rendement de la multiplication cellulaire en est affecté bien que la vitesse de croissance puisse être nettement plus rapide que dans le processus oxydatif. Ce processus de fermentation peut fonctionner en présence d'oxygène (conditions aérobies) ou en absence partielle ou totale d'oxygène c'est-à-dire également en conditions anaérobies. On évoquera, dans le paragraphe suivant, l'apparition d'un processus fermentatif en présence d'oxygène en excès, décrit comme l'effet Crabtree et très important dans l'industrie de production des levures de boulangerie.

### Effet Crabtree

#### Introduction
Cet effet exprime une tendance au gaspillage du substrat carboné (glucose par exemple) quand ce substrat est présent en grandes quantités. Cet effet permet de comprendre dans quelles conditions l'une des deux voies métaboliques décrites ci-dessus va être choisie. Mais avant de poursuivre la description de l'effet Crabtree il nous faut introduire des données indispensables à sa compréhension.
Éléments de cinétique de croissance microbienne :
La croissance des levures et bactéries dont les cellules filles se séparent des cellules mères (la population est ainsi toujours constituée de cellules individuelles) suit une loi exponentielle dès lors que les conditions nutritives, l'aération et l'homogénéisation sont optimales. Un modèle simple a été proposé par Jacques Monod pour représenter cette croissance particulière.
La population évolue à partir d'une population faible X0 vers une population X selon l'équation suivante :
(1) {\displaystyle X=X_{0}\times \exp \left(\mu \times t\right)}
où {\displaystyle \exp } est la fonction exponentielle, {\displaystyle t} est le temps et {\displaystyle \mu } est défini comme le taux de croissance népérien du microorganisme. La valeur de ce taux de croissance μ est influencée par de multiples facteurs (température, pH, oxygénation, →concentrations des divers substrats indispensables à la fabrication des cellules, etc.) qui retentissent sur l'activité des enzymes dont la cellule dispose afin d'assurer sa multiplication. Chacun des enzymes suit les lois décrites pour le fonctionnement général des enzymes (loi de Michaelis-Menten) et Jacques Monod a considéré empiriquement que la valeur du taux de croissance pour un substrat donné, en l'occurrence pour un sucre comme le glucose(1) suivait la loi de Michaélis-Menten et que
(2) {\displaystyle \mu =\mu _{max}\times {\frac {S}{K_{m}+S}}}
où μmax est la valeur du taux de croissance la plus élevée que le microorganisme puisse atteindre,
S étant la concentration en substrat dans le milieu de culture,
Km représentant la concentration en substrat qui détermine μ = μmax/2.
La pratique de certains types de culture des unicellulaires, (culture en continu ou en semi-continu) a permis de préciser que le Km de la levure pour le substrat glucose était de l'ordre de 50 mg/litre à 80 voire 100 mg/litre de milieu de culture.
(1)(l'hypothèse peut être étendue aux autres substrats indispensables à la croissance comme l'Azote ou le Phosphore, etc.)

#### Illustration de cet effet
La courbe tracée en bleu est la représentation des variations du taux de croissance en fonction de la concentration en substrat et elle illustre l'équation (2) ci-dessus. On rappelle que les conditions nutritives du milieu, ainsi que l'aération et l'homogénéisation du milieu sont en excès par rapport aux besoins de la levure ; seules les concentrations en substrat sucré sont limitantes pour la levure.
- en ordonnées rouges à gauche : le taux de croissance népérien de la levure tel que décrit précédemment ;
- en ordonnées noires à droite : le rendement cellulaire exprimé en matière sèche par gramme de substrat consommé ;
- en abscisses les concentrations en sucre exprimées en mg/litre de culture.

On constate que le taux népérien maximum de croissance de la levure est de l'ordre de 0.4, ce taux correspondant à un temps de division cellulaire de 1 heure 45 minutes
Quand la concentration en substrat est voisine de 100 mg/litre, le taux de croissance est de 0.25 (correspondant à un temps de division cellulaire de 2 Heures et 20 minutes) : dans ces conditions le métabolisme est encore presque totalement oxydatif mais en se déplaçant vers la droite du graphique il devient de plus en plus fermentatif même en présence d'oxygène en excès. On doit noter que le temps de division cellulaire plus court implique un rendement cellulaire nettement moindre (courbe tracée en vert) ! Le rendement cellulaire s'abaisse en effet vers 12 %, c'est-à-dire qu'on fabrique 12 mg de cellules pour 100 mg de sucre consommés alors que dans la partie ascendante de la courbe illustrant les variations du taux de croissance le rendement cellulaire est nettement plus élevé et 55 mg de cellules sont fabriquées avec toujours 100 mg de sucre. L'explication de ce qui peut apparaître comme paradoxal réside dans la production simultanée de levure et d'éthanol quand la teneur en sucre dépasse un certain niveau.
Quotient respiratoire (Qr) = CO2 produit / O2 consommé.
Rendement cellulaire = biomasse formée (mg) / masse substrat consommée (mg).

### Conditions de croissance
La température optimale de culture des levures se situe en général entre 25 °C et 30 °C, mais comme les autres micro-organismes, les levures peuvent être classées en levures psychrophiles, mésophiles et thermophiles. D'une façon générale, les levures ne sont pas thermorésistantes. La destruction cellulaire commence dès 52 °C (contre 120 °C pour les bactéries thermophiles hors archées). Les levures sont aussi sensibles à la congélation et à la lyophilisation avec une grande variabilité selon les genres et espèces, et selon la phase de croissance: les cellules en phase exponentielle résistent moins que les cellules en phase stationnaire.
La phase stationnaire se définit par un arrêt de la multiplication cellulaire lors de l'épuisement d'un milieu. La levure ralentit son métabolisme, modifie la structure de ses parois et stoppe son cycle cellulaire en phase G1.
La plupart des souches ne peuvent se développer pour une activité de l'eau inférieure à 0,90 ; mais certaines tolèrent des pressions osmotiques plus élevées, correspondant à une activité de l'ordre de 0.60, en ralentissant leur métabolisme ; ces levures sont dites xérotolérantes.
Toutes les levures sont capables de se développer en présence d'oxygène : il n'y a pas de levure anaérobie stricte. Certaines levures sont aérobies strictes (comme les Rhodotorula). Les autres sont aéro-anaérobies facultatives avec parmi elles : des levures préférant un métabolisme soit fermentaire soit respiratoire même en présence d'oxygène.
Les enveloppes cellulaires sont imperméables aux ions H3O+ et OH−. Les levures tolèrent donc des gammes de pH très larges, théoriquement de 2,4 à 8,6.
Les levures sont également sensibles aux agents chimiques :
- les acides organiques : ils ont un effet inhibiteur sous leur forme non dissociée car ils peuvent pénétrer dans la cellule et la sensibilité de la levure dépend de sa capacité à les métaboliser. C'est pour cette raison que les acides sorbiques et propioniques sont plus inhibiteurs que les acides acétique, citrique et lactique ;
- l'éthanol : les plus résistantes sont les Saccharomyces bayanus que l'on utilise dans les procédés de fermentation alcoolique pour l'élaboration des boissons ou d'éthanol industriel ;
- les sulfites : le SO2 a un effet inhibiteur plus prononcé sur les bactéries que sur les levures, même si parmi les levures des sensibilités existent ;
- les antifongiques : la sensibilité à la cycloheximide (actidione) est variable et on peut distinguer 3 groupes de levures :
  - les levures inhibées dès 1 µg/mL (ex : Saccharomyces) ;
  - les levures inhibées à 25 µg/mL (ex : Schizosaccharomyces) ;
  - les levures tolérantes à 1 mg/mL (ex : Zygosaccharomyces).

Le chloramphénicol inhibe la synthèse de protéines mitochondriales mais pas celle des protéines cytoplasmiques. Seules les levures capables de fermenter peuvent alors être cultivées en présence de chloramphénicol.

## Milieux de culture
N'importe quel milieu de culture glucosé convient. De façon préférentielle, certains milieux sont utilisés, dans des conditions particulières (incubation à 28 °C pendant 24 à 48 heures) :
- milieux non-sélectifs :
  - milieu ordinaire ;
  - milieu BCP ;
  - milieu à l'extrait de malt (extrait de malt, agar-agar et eau) ;
- milieux sélectifs : gélose de Sabouraud (sélectif par pH acide, auquel il est possible d'ajouter du chloramphénicol ou de la gentamicine).

Pour faire de la levure maison, il est possible d'utiliser de la pomme de terre mélangée à du sucre, à du sel et à de l'eau. Le milieu doit être vierge de bactérie.

## Utilisations

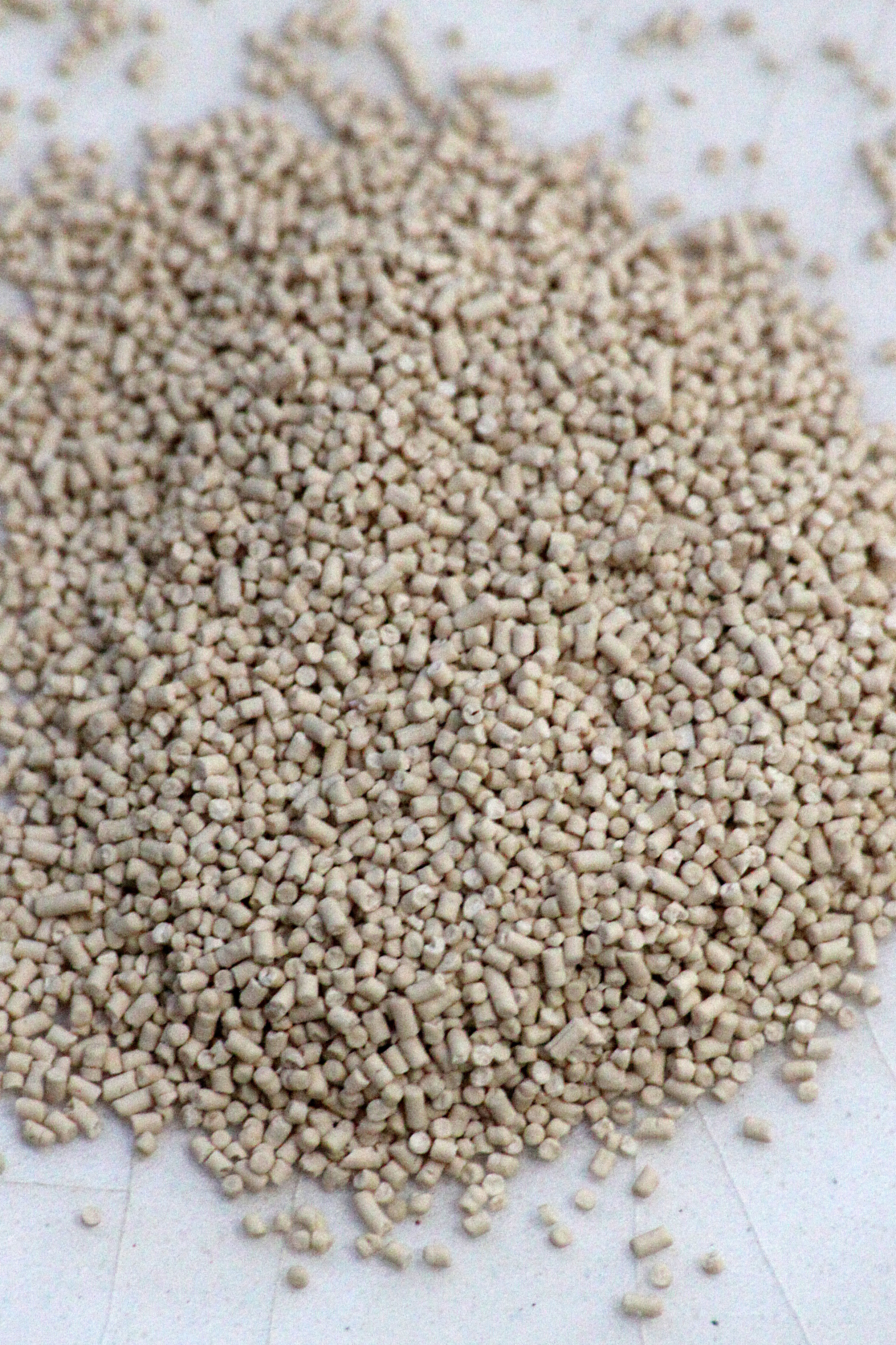
Levures sèches actives Saccharomyces cerevisiae (production industrielle pour usage œnologique).

L'utilisation de levures pour la panification et la vinification est connue depuis l'époque préhistorique. La compréhension des mécanismes microbiologiques mis en œuvre date des travaux de Louis Pasteur au XIXe siècle. Les connaissances scientifiques et techniques ainsi acquises ont permis de cultiver et d'utiliser de grandes quantités de levures dans les procédés de fermentation industrielle, ainsi que pour la production de vitamines B, de thiamine, des antibiotiques et des hormones stéroïdes. En tant que sous-produit de procédés de fabrication, les levures sont utilisées comme nourriture animale. Une autre transformation majeure des levures est leur autolyse et concentration par divers procédés pour produire des extraits de levures utilisés comme éléments nutritionnels ou agents de sapidité en alimentation humaine. Ces extraits sont riches en glutamates, glucanes, nucléotides, vitamines du groupe B, etc..
Composition en vitamines des levures de boulanger actives sèches :
| Vitamine                           | Valeur pour 100 g |
| ---------------------------------- | ----------------- |
| Niacine                            | 39,750 mg         |
| Acide pantothénique                | 11,300 mg         |
| Riboflavine                        | 5,470 mg          |
| Thiamine                           | 2,360 mg          |
| Vitamine B6                        | 1,550 mg          |
| Choline, total                     | 32,0 mg           |
| Bétaïne                            | 3,4 mg            |
| Folate, total                      | 2,340 mg          |
| Vitamine C, acide ascorbique total | 0,3 mg            |
| Vitamine B12                       | 0,02 µg           |

Par extension, le terme de levure est le nom générique donné à tous les organismes vivants unicellulaires eucaryotes appartenant au règne des Mycètes qui provoquent la fermentation.
La levure de bière (Saccharomyces cerevisiae) est un sous-produit lavé, tamisé, puis pressé et desséché de la fabrication de la bière.
La levure de boulanger (Saccharomyces cerevisiae) est utilisée pour faire lever le pain, grâce à la production de gaz carbonique par fermentation.
La levure de paraffine est également très utilisée dans la fabrication de textile.[réf. nécessaire]
Le terme de « levure chimique » est employé en cuisine pour désigner une poudre, composée principalement de bicarbonate de sodium, il ne s'agit donc pas de micro-organismes. On s'en sert en pâtisserie et lors de la panification pour faire lever rapidement la pâte et la rendre très légère.

## Rôle en biologie médicale
Voir l'article Candida.